# Eupithecia versiplaga
Eupithecia versiplaga är en fjärilsart som beskrevs av W. Warren 1905. Eupithecia versiplaga ingår i släktet Eupithecia och familjen mätare. Inga underarter finns listade i Catalogue of Life.